# Super Bowl XXIII
Match précédent Match suivant
Le Super Bowl XXIII est l'ultime rencontre de football américain de la saison 1988 de la NFL. Le match a lieu le 22 janvier 1989 au Joe Robbie Stadium de Miami Gardens en Floride.
Billy Joel y a chanté l'hymne national américain.
Les 49ers de San Francisco ont remporté le troisième trophée Vince Lombardi de leur histoire en s'imposant 20-16 face aux Bengals de Cincinnati.
Joe Montana, quarterback des 49ers, s'illustre dans le final par une remontée du terrain restée célèbre, donnant l'avantage définitif à son équipe à la suite d'une passe de touchdown vers son wide receiver John Taylor.
Jerry Rice est désigné meilleur joueur du match.

## Déroulement du match
| Score         | Q1 | Q2 | Q3 | Q4 | Total |
| Cincinnati    | 0  | 3  | 10 | 3  | 16    |
| San Francisco | 3  | 0  | 3  | 14 | 20    |